# Верёхново
Верёхново — деревня в Волотовском районе Новгородской области. Входит в состав Славитинского сельского поселения.

## История
До революции деревня входила в состав Славитинской волости Старорусского уезда Новгородской губернии. В 1927 году стала центром Верёхновского сельсовета Волотовского района.
До 2005 года являлась центром Верёхновского сельского совета. С 11 ноября 2005 года вошло в состав Славитинского сельского поселения.

## География
Деревня расположена в южной части Волотовского района, в 18 километрах к юго-востоку от посёлка Волот. Находится на правом берегу реки Снежа.

## Население
| 2010 |
| ---- |
| 142  |

По данным переписи 2002 года, население деревни составляло 169 человек (население всего Верёхновского сельсовета — 306 человек).
Согласно результатам переписи 2002 года, в национальной структуре населения русские составляли 99 % от жителей.

## Инфраструктура
- Магазин[5]
- Отделение связи (почта)[6]
- Библиотека[5]
- Школа
- Сельский дом культуры[7]

## Религия
В деревне действует православный храм в честь Феодора Стратилата. Деревянный храм был построен в 1895 году на средства местных жителей. Закрыт в 1937 году. В 1998 году отреставрирован.